# Galatella bogdaica
Galatella bogdaica là một loài thực vật có hoa trong họ Cúc. Loài này được Y.Wei & C.H.An mô tả khoa học đầu tiên năm 1999.